# Ferrovia Belluno-Calalzo
La ferrovia Belluno-Calalzo è una linea ferroviaria italiana di proprietà statale a scartamento ordinario che unisce la città di Belluno a Calalzo di Cadore, percorrendo l'alta valle del Piave.
La linea ferroviaria è gestita da Rete Ferroviaria Italiana che la qualifica come complementare ed è controllata dal posto centrale del sistema CTC/DCO di Venezia Mestre.
Il servizio ferroviario passeggeri regionale è espletato da Trenitalia.

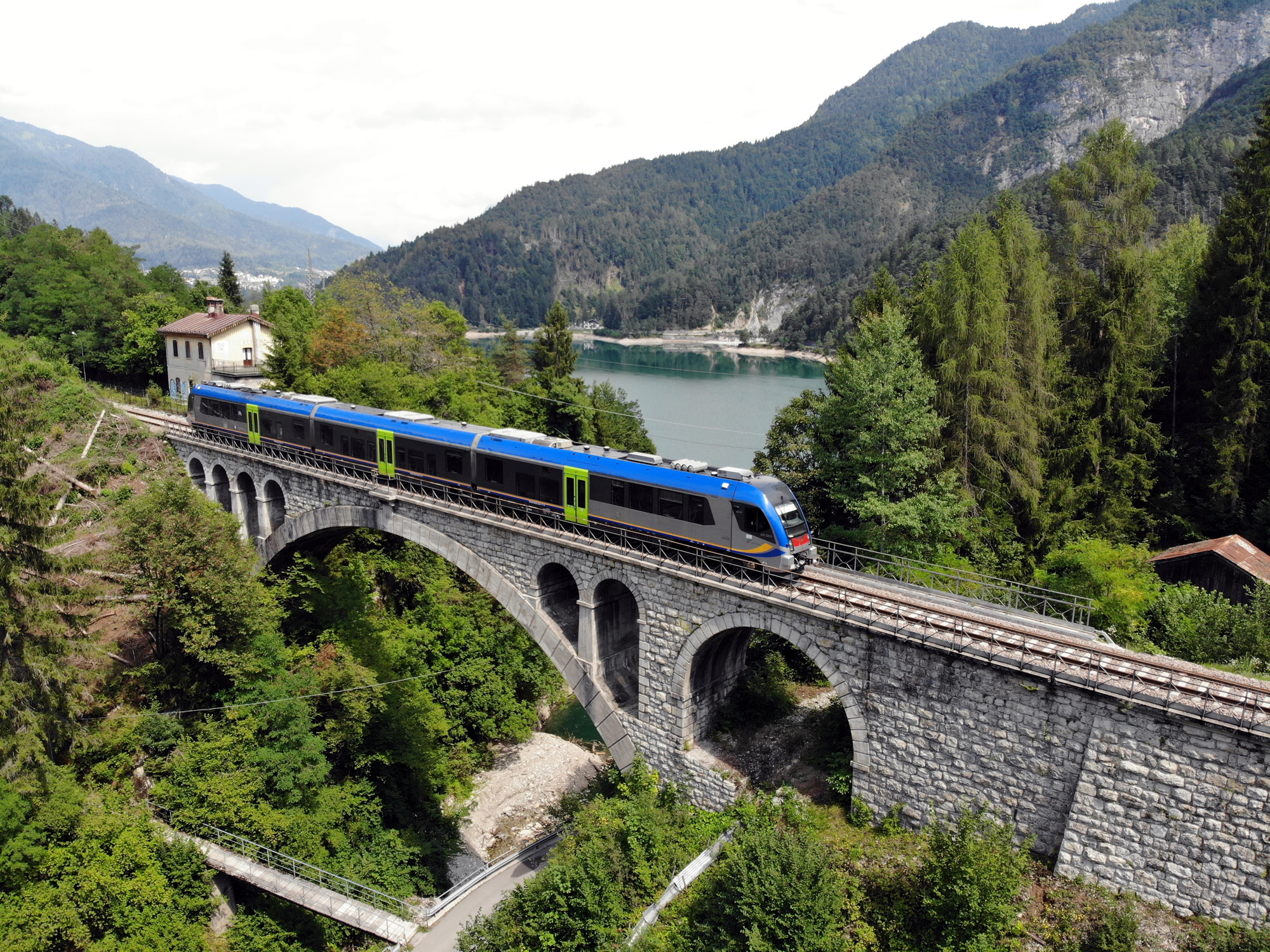
Regionale Belluno-Calalzo nei pressi di Sottocastello

## Storia
| Tratta                       | Inaugurazione  | Inaugurazione |
| ---------------------------- | -------------- | ------------- |
| Belluno-Longarone            | 8 agosto 1912  |               |
| Longarone-Perarolo di Cadore | 5 giugno 1913  | [ 4 ]         |
| Perarolo-Calalzo             | 18 maggio 1914 |               |
| Manuale                      |                |               |

Alla fine del XIX secolo il Cadore era fortemente penalizzato da una rete di comunicazioni inadeguata, che nei mesi invernali lo costringeva spesso all'isolamento e alla conseguente paralisi delle attività commerciali, in particolare dell'industria del legno che costituiva la principale risorsa dell'economia cadorina.
Consci che la ferrovia avrebbe potuto porre rimedio a questi problemi, il 10 novembre 1886, in occasione dell'inaugurazione della linea che da Padova raggiungeva Belluno, i comuni del Cadore ne chiesero a gran voce il prolungamento a Perarolo, centro collettore del legname proveniente dalla valle del Boite e dall'alta valle del Piave.
L'opposizione di Belluno, che voleva mantenere il capolinea della linea, e la scarsità di fondi furono superate in breve tempo con l'approntamento di un progetto di ferrovia economica a scartamento ordinario, che la Società Veneta (SV) si disse disposta a costruire ed esercire dietro un compenso forfettario, ma che naufragò per una clausola con cui la SV si riservava il diritto di aumentare le tariffe secondo le necessità.
Il Ministro dei lavori pubblici Pietro Bertolini promise allora la costruzione di una ferrovia con armamento pesante fino a Calalzo, costruita ed esercita dallo Stato, il cui tracciato sarebbe stato ricavato con le opportune modifiche da quello della SV, circostanza che avrebbe permesso di accorciare sensibilmente i tempi di progettazione.

La promessa non fu però mantenuta e si dovettero attendere più di vent'anni per la gara di appalto che, indetta finalmente per il 22 gennaio 1910, non vide la partecipazione di alcuna impresa, costringendo il Governo a suddividere la costruzione della linea in più lotti che avrebbero dovuto essere assegnati a imprese locali entro il 20 marzo.
Il mancato mantenimento da parte del Governo anche di questo impegno suscitò le ire delle popolazioni cadorine, i cui rappresentanti organizzarono per il 20 aprile successivo un "grande comizio di protesta", scongiurato in extremis con l'annuncio dell'assegnazione dell'appalto all'impresa del colonnello Conti Vecchi. Costui ebbe difficoltà a reperire il finanziamento poiché si trovò di fronte ai dinieghi da parte di alcuni istituti bancari, sino a che riuscì ad ottenere i 16 milioni di lire dell'epoca necessari per la realizzazione del ferrovia. La somma venne messa a disposizione dalla "Società Italiana di Credito Provinciale", che a quel tempo aveva sede a Busto Arsizio (e che poi confluirà nella "Banca Italiana di Sconto"), e fu restituito con i proventi della gestione.
Dopo ulteriori ritardi nella firma dell'atto di concessione e nella sistemazione della stazione di Belluno, il 12 marzo 1911 fu dato finalmente l'avvio al lavori, che procedettero rapidamente portando all'inaugurazione del tronco Belluno-Longarone l'8 agosto 1912, all'apertura all'esercizio del tratto fino a Perarolo il 5 giugno 1913 e all'inaugurazione dell'intera linea il 18 maggio 1914.
Il 20 maggio 1914, due giorni dopo l'inaugurazione della linea, gli abitanti dei paesi della valle del Boite bloccarono con delle barricate il binario in località Sant'Andrea (in comune di Valle di Cadore), ritenendosi penalizzati dalla mancanza di una fermata che giudicavano indispensabile per la loro economia. Furono accontentati con l'istituzione della fermata di "Sant'Andrea" posta presso la casa cantoniera al km 122+625 in un tratto in piano di 314 m posto tra il viadotto "Busa del Cristo" e l'omonima galleria della fermata; attivata il 26 ottobre 1914 fu soppressa nel 1928, dopo aver perso ogni utilità con la costruzione della Ferrovia delle Dolomiti che percorreva l'intera valle del Boite.
La linea venne esercita con trazione a vapore e dalla fine degli anni trenta vide anche l'impiego di automotrici. A partire dal 1980 vennero impiegate le ALn 668 e dal 1991 le ALn 663.
Il 9 ottobre 1963 circa due chilometri di linea e la stazione di Longarone vennero spazzati via dall'inondazione collegata con il disastro del Vajont. La stazione fu ricostruita in uno stile diverso dalle altre della linea.
Nel 1965 tra le stazioni di Castellavazzo e quella di Calalzo-Pieve di Cadore-Cortina vennero girate alcune scene finali del film Il colonnello Von Ryan in particolare la scena della battaglia fra gli uomini di Ryan e i tedeschi si svolge nella galleria "Cidolo" accanto al grande ponte sul torrente Boite.
Con l'entrata in vigore del nuovo orario invernale 2013-2014, anche le fermate di Faè-Fortogna e Ospitale di Cadore risultano chiuse al servizio viaggiatori.
Da notare quindi, il fatto che le uniche stazioni in uso (Ponte nelle Alpi-Polpet, Longarone-Zoldo, Perarolo di Cadore e Calalzo-Pieve di Cadore-Cortina) dispongono di fabbricati viaggiatori differenti o ampliati rispetto agli originali, i quali sono tuttora presenti tuttavia solo nelle restanti stazioni chiuse.
Dal 9 settembre 2018 all'8 giugno 2019 la linea è stata interrotta per lavori di potenziamento infrastrutturale, tra cui una manutenzione straordinaria dei binari, degli scambi e della massicciata ferroviaria, nonché una pulizia delle piante e degli alberi che insistono lungo la rete ferroviaria. Il servizio è stato garantito attraverso gli autobus sostitutivi. Dal 9 giugno la linea è tornata operativa.
Nel febbraio 2021 sono stati completati i lavori di elettrificazione limitatamente alla tratta Belluno-Ponte nelle Alpi.

### Progetti futuri
Ad ottobre 2019 è stato annunciato dalla Regione Veneto il progetto di RFI di potenziamento infrastrutturale della linea per migliorare l’accesso all’area dolomitica in vista delle Olimpiadi Invernali di Cortina 2026. Tra gli interventi previsti figurano il completamento dell’elettrificazione fino a Calalzo insieme a una totale riqualificazione della stazione e una bretella ferroviaria per evitare l'attuale regresso nella stazione di Ponte nelle Alpi così da permettere un collegamento diretto da Milano e Venezia senza cambiare treno.

## Caratteristiche
La linea si presenta a binario unico elettrificato soltanto tra le stazioni di Belluno e Ponte nelle Alpi, come parte della tratta elettrificata Belluno-Conegliano. Lo scartamento adottato è quello ordinario (1435 mm).

### Percorso
| Continuation backward |

| Unknown route-map component "xKRWgl" | Unknown route-map component "KRW+r" |  |

| Unknown route-map component "exSTR" | Station on track |  |

| Unknown route-map component "exKBHFe" | Straight track |  |

| Enter and exit short tunnel |

| Unknown route-map component "hKRZWae" |

| Unknown route-map component "CONTr+f" | Station on track |  |

| Unknown route-map component "xABZgl" | Unknown route-map component "ABZgr" |  |

| Unknown route-map component "exKRWl" | Unknown route-map component "eKRWg+r" |  |

| Unknown route-map component "hKRZWae" |

| Unknown route-map component "HSTeBHF" + Unknown route-map component "lBST" |

| Unknown route-map component "hKRZWae" |

| Enter and exit short tunnel |

| Station on track |

| Unknown route-map component "eBHF" |

| Non-passenger station/depot on track |

| Unknown route-map component "eDST" |

| Station on track |

|  | Unknown route-map component "eABZgLl" | Unknown route-map component "exLSTR+r" |

|  | Straight track | Unknown route-map component "exTUNNEL1" |

|  | Straight track | Unknown route-map component "exTUNNEL2" |

|  | Unknown route-map component "eABZg+Ll" | Unknown route-map component "exLSTRr" |

| Unknown route-map component "hKRZWae" |

| Unknown route-map component "exKRW+l" | Unknown route-map component "eKRWgr" |  |

| Unknown route-map component "exTUNNEL1" | Unknown route-map component "tSTRa" |  |

| Unknown route-map component "exHST" | Unknown route-map component "tSTR" |  |

| Unknown route-map component "exSTR" | Unknown route-map component "tSTRe" |  |

| Unknown route-map component "exKRWl" | Unknown route-map component "eKRWg+r" |  |

| Unknown route-map component "eBHF" + Unknown route-map component "exlHST" |

|  | Straight track | Unknown route-map component "exCONTl+f" |

|  | End station | Unknown route-map component "exKBHFe" |

Lungo tutto il percorso la sagoma limite delle gallerie non è compatibile con l'elettrificazione (lo spazio fra il tetto dei rotabili e la volta non supera i 20–30 cm) e un'eventuale conversione a trazione elettrica comporterebbe importanti lavori di adattamento, come l'abbassamento del piano del ferro o l'allargamento delle gallerie. Quando in occasione dell'attivazione della variante del Monte Zucco furono effettuate le prove di carico assiale rimorchiando sul posto delle locomotive elettriche E.656, fu necessario smontare i pantografi per consentirne il transito nelle gallerie.
Fu deciso che la ferrovia avrebbe seguito la sponda destra della valle del Piave, anziché quella sinistra che avrebbe esposto la linea ai tiri dell'artiglieria austriaca. Nella zona compresa tra Perarolo e Sottocastello-Tai, questa soluzione avrebbe però attraversato una zona poco stabile e franosa in località S. Andrea che la strada ottocentesca aveva prudentemente evitato. Per superare il dislivello che la valle del Piave propone repentinamente dopo Perarolo, e che la strada superava tramite alcuni tornanti nel tratto denominato "La Cavallera", si decise di piegare la linea verso nord-ovest risalendo per un tratto iniziale la valle del Boite. La linea quindi, in forte ascesa (25 per mille), descriveva un'ansa risalendo la valle laterale del Piave, per poi attraversare il torrente Boite con un ardito ponte in curva posto tra due gallerie e percorrere in senso contrario l'ansa del Monte Zucco le cui pendici venivano superate con l'omonima galleria (Monte Zucco), avente lunghezza di 1163 m.
Al suo sbocco si passava la zona franosa della Busa del Cristo sopra un viadotto a struttura mista (due piloni laterali in pietre e cemento e una travata centrale in ferro). Già nel 1930 il viadotto fu spostato leggermente da un movimento franoso e si dovette creare un percorso alternativo da percorrere a soli 30 km/h, sotto costante sorveglianza. Il posto di controllo, presenziato, era indicato negli orari di servizio come "garitta allarme Busa del Cristo". L'aumento progressivo del movimento franoso ha portato nel 1989 alla posa di segnali luminosi che si disponevano a via impedita in caso di spostamento del binario. Fu così progettata la "variante di Monte Zucco" divisa in due tronchi, il "Perarolo-viadotto Boite" e il "viadotto Boite-km 124" comprendente la nuova galleria di Monte Zucco di 2698 m, la quale ebbe come lunghezza totale 2739 m, dato che comprendeva il tratto iniziale comune a quella vecchia. I lavori iniziarono nel 1992, ma furono interrotti nel 1995 a seguito di un incidente mortale nel cantiere all'interno della nuova galleria con i conseguenti strascichi giudiziari. Poterono così concludersi solo nel 2003 e soltanto nella sezione viadotto Boite-km 124 mentre la prima sezione fra la stazione di Perarolo e il viadotto fu abbandonata.
Dopo la stazione di Castellavazzo e poco prima di quella di Ospitale si trova la "spaccata della Tovanella" che la linea supera con un viadotto che si inserisce in una galleria con l'entrata ad arco obliquo. Dopo la stazione di Ospitale poco prima di Rivalgo vi è la galleria "Sempioncino" di 8 m, la più corta della rete FS, scherzosamente chiamata così rispetto alla allora più lunga, il Sempione.

## Cinema
La linea e alcune stazioni sono state oggetto di numerose riprese cinematografiche, soprattutto nella tratta tra Perarolo e Calalzo. Il motivo di tanto interesse, oltre alla vicinanza con Cortina, è dovuta alla bellezza naturalistica regalata dal luogo. La linea ferroviaria passa (e finisce) nel parco nazionale delle Dolomiti bellunesi, sul fianco e a strapiombo lungo la valle del Piave, regalando meravigliose vedute delle montagne e dei boschi del Cadore. Sono stati girati:
- Il colonnello Von Ryan, 1965 (tratta da Castellavazzo a Calalzo)
- Maria Zef, 1981 (tratta da Perarolo a Calalzo, Stazione di Calalzo-Pieve di Cadore-Cortina)
- Il segreto del bosco vecchio, 1993 (stazione di Perarolo di Cadore)
- Fantozzi in paradiso, 1993 (Stazione di Calalzo-Pieve di Cadore-Cortina)